# Георги Ковачев – Гришата
Георги Вътев Ковачев-Гришата е изтъкнат български художник-живописец.

## Биография
Георги Ковачев е роден на 30 юни 1920 г. в с. Баховица, Ловешка околия. Още като дете се увлича от изобразителното изкуство. В Ловешката смесена гимназия „Цар Борис III“ учи при преподавателите по рисуване – художниците Марин Георгиев и Борис Данков, които го насърчават да продължи обучението си.
Завършва живопис в Художествената академия, специалност „Живопис“ през 1942 г. при проф. Никола Ганушев.
Работи и в областта на илюстрацията, графиката, шрифтовете. Представя свои картини във Франция, Русия, Великобритания, Австрия, Япония, Гърция и Алжир. През 1962 г., в съавторство със съпругата си Милка Пейкова, създава един от най-добрите български шрифтове „Гротеск Гримил“. През 2001 г., по случай 80-годишния си юбилей прави ретроспективна изложба в СБХ. В експозицията са включени над сто творби, които могат да се разделят условно на два тематични цикъла – композиции, разкриващи характерния български бит и пейзажи от Алжир.
Съпруг е на художничката Милка Пейкова.